# MG Baltic Media
MG Baltic Media ist die größte litauische Mediengesellschaft, ein Tochterunternehmen der Holdinggesellschaft UAB „MG Baltic Investment“. Der Gesellschaft gehören vier Unternehmen direkt und neun Unternehmen indirekt. Auslandstochterunternehmen bieten die Lösungen der Übertragung von Telefonnummern. 2007 hatte man schon UAB „Laisvas ir nepriklausomas kanalas“, TV1, das Magazinverlagsunternehmen „Neo-Press“, das News-Portal Alfa.lt und kaufte die Telekommunikationsgesellschaft „Mediafon“ und den Magazinverlag „UPG Baltic“.  2012 erreichte man den Umsatz von 164,6 Mio. Litas (47,67 Mio. Euro).

## Struktur
- UAB "Laisvas ir nepriklausomas kanalas" (LNK), Fernsehen
- UAB "Alfa Media", Internetportal Alfa.lt seit 2006
- UAB "Mediafon": Umsatz von 93,779 Mio. Lt  (2012)
- UAB "UPG Baltic", Zeitschriften
- UAB "LNK studija", Fernseh-Dienstleistungen
- UAB "Euroloto", virtuelle Lotterie
- Georgien: "MediaPro Georgia LTD"
- Aserbaidschan: "NP Systems LLC"
- Moldau: "NP Base SRL", "NP Systems SRL"
- Argentinien: "NP Systems TM S.A."

## Leitung
- 2007–2009: Paulius Kovas[4]
- Seit 2009: Raimondas Kurlianskis